# Matías Díaz
Matías Ignacio Díaz (Azul, Argentina, 8 de febrero de 1984) es un futbolista argentino. Juega como volante por izquierda y su actual equipo es Club Deportivo y Social 9 de Julio  (Chacabuco).

## Carrera
En agosto de 2012, tras un fugaz paso por San Lorenzo de Almagro, que lo compró y luego lo transfirió por la amplia cantidad de jugadores en su plantel que le impidió tener minutos de juego, se unió a Banfield, donde no logró destacarse nuevamente.
En julio de 2013 se convierte en jugador del club Sarmiento de Junín, para disputar la temporada 2013/14 del Nacional B. Con el equipo juninense obtendría uno de los 10 ascensos que otorgó la categoría en el año 2014.
En la temporada 2016 y ya sin lugar en Sarmiento, Díaz llega como incorporación a Juventud Unida Universitario de la ciudad de San Luis, donde juega actualmente.

## Trayectoria
| Club                             | País      | Año             |
| -------------------------------- | --------- | --------------- |
| Sportivo Italiano                | Argentina | 2003            |
| Ferro Carril Oeste               | Argentina | 2004            |
| Sao José EC (préstamo)           | Brasil    | 2004            |
| Ferro Carril Oeste               | Argentina | 2005 - 2008     |
| Monagas SC (préstamo)            | Venezuela | 2008            |
| Ferro Carril Oeste               | Argentina | 2008 - 2010     |
| Defensa y Justicia               | Argentina | 2010 - 2012     |
| San Lorenzo de Almagro           | Argentina | 2012            |
| Banfield                         | Argentina | 2012 - 2013     |
| Sarmiento de Junín               | Argentina | 2013 - 2015     |
| Club Juventud Alsina Los Toldos) | Argentina | 2015 - 2016     |
| Juventud Unida (SL)              | Argentina | 2016 - presente |